# Стари надгробни споменици у Лочевцима
Стари надгробни споменици у Лочевцима (Општина Горњи Милановац) представљају мању споменичку целину на локалном гробљу. Важан су извор података за проучавање генезе становништва овог села.

## Лочевци
Село Лочевци смештено је у централном делу општине Горњи Милановац, са обе стране реке Дичине. Граничи са селима Шарани, Таково, Синошевићи, Озрем, Бершићи и Дренова. Село је разбијеног типа, са осам засеока. Овуда води регионални пут Горњи Милановац-Прањани-Пожега.
Сеоска слава је Тројице.
Интензивније насељавање ових простора започело је крајем 18. и почетком 19. века миграцијом становништва из Босне и Херцеговине, Црне Горе, околине Ужица и Старог Влаха. Сеоски атар некада је био у саставу Такова. У посебно село Лочевци су издвојени после Другог српског устанка.

### Сеоско гробље
Сачувана је мања група старих надгробника преко којих се може пратити генеза обележја карактеристичних за овај крај. Хронолошки најстарији су масивни крстови (неки на полеђини имају натписе) и ниски споменици са геометријским урезима у облику умножених крстова. Бројчано доминирају споменици облика стуба и вертикалне плоче на постољу узвишене крстом.